# Brendan Smyth
Brendan Smyth (ur. 8 czerwca 1927, zm. 22 sierpnia 1997) – irlandzki duchowny, pedofil wykorzystujący swoją pozycję katolickiego księdza w celu łatwiejszego dostępu do swych ofiar. W ciągu 40 lat Smyth zgwałcił blisko setkę dzieci na swoich parafiach w Belfaście, Dublinie oraz w Stanach Zjednoczonych.
Pochodził z Irlandii Północnej, od połowy lat 40. był członkiem zakonu norbertanów. Choć członkowie zakonu zostali poinformowani o przestępstwach pod koniec tejże dekady, jednak ukrywali ten fakt, przenosząc go do innych diecezji za każdym razem, gdy pojawiały się nowe zarzuty, nie informując o jego skłonnościach wiernych na nowej placówce.
Został aresztowany w 1994 i wyrokiem sądu pozbawiony wolności. Zmarł w więzieniu trzy lata później. Skandal ten odbił się na pozycji kościoła w Irlandii – liczba praktykujących katolików zmalała o 25%.
W 2005 z jego nagrobka usunięto napis czcigodny.